# Сары-Озек
Сары-Озек (каз. Сарыөзек — жёлтый ручей, жёлтая речка) — станция Алма-Атинского отделения Казахстанских железных дорог. Расположена в посёлке Сарыозеке Алма-Атинской области.

## История
Станция была открыта в 1931 году при строительстве Турксиба.
Во время войны в Китае, в 1930-е годы прошлого века использовалась в качестве перевалочного пункта при поставках туда советской военной техники.
В 1960-е — 1990-е годы на станцию Сары-Озек прибывали эшелоны с ракетно-ядерным вооружением и компонентами ракетного топлива для дислоцировавшейся в окрестностях станции бригады РВСН, оснащённой РСД Р-14, а также для дислоцировавшейся здесь позднее бригады тактических ракет.
В 1990-е годы именно на станцию Сары-Озек прибывали из всех районов СССР, а также из стран Варшавского договора подлежащие ликвидации ракеты средней и малой дальности. Ракеты были ликвидированы путём подрыва в 40 км севернее станции, на территории позиционного района ракетной бригады, под контролем американских наблюдателей.
В 2005 году был разработан проект электрификации участка Медеу — Сары-Озек, однако его реализация до 2020 года не предусмотрена.

## Осуществляемые операции
Станция осуществляет следующие пассажирские и грузовые операции:
- Продажа пассажирских билетов;
- Приём, выдача багажа;
- Прием и выдача мелких отправок грузов, требующих хранения в крытых складах станций;
- Прием и выдача повагонных отправок грузов, допускаемых к хранению на открытых площадках станций;
- Прием и выдача грузов повагонными и мелкими отправками, загружаемых целыми вагонами, только на подъездных путях и местах необщего пользования;
- Прием и выдача повагонных отправок грузов, требующих хранения в крытых складах станций;
- Прием и выдача грузов в универсальных контейнерах транспорта массой брутто 3 и 5 тонн на станциях;
- Прием и выдача мелких отправок грузов, допускаемых к хранению на открытых площадках станций.

## Расписание поездов
Расписание дано на ноябрь 2013 года:
| № поезда                                       | Рейс                      | Местное время |
| ---------------------------------------------- | ------------------------- | ------------- |
| 032Ц                                           | Алма-Ата — Павлодар       | 00:32         |
| 013Х (понедельник), 013Ц (среда)               | Урумчи — Алма-Ата         | 00:45         |
| 352Т                                           | Алма-Ата — Защита         | 01:27         |
| 325Н (по нечётным дням), 301Н (по чётным дням) | Новосибирск — Алма-Ата    | 04:07         |
| 014Т (воскресенье), 014Ц (вторник)             | Алма-Ата — Урумчи         | 05:31         |
| 031Ц                                           | Павлодар — Алма-Ата       | 05:35         |
| 352Х                                           | Защита — Алма-Ата         | 06:11         |
| 021Ц (по нечётным дням), 021Р (по чётным дням) | Семипалатинск — Кызылорда | 06:49         |
| 326Н                                           | Алма-Ата — Новосибирск    | 18:34         |
| 022Ц (по нечётным дням), 022Р (по чётным дням) | Кызылорда — Семипалатинск | 19:31         |
| 369Ф (по нечётным)                             | Ташкент — Новосибирск     | 22:09         |
| 302Ц (по чётным)                               | Алма-Ата — Новосибирск    | 22:09         |
| 385Щ                                           | Бишкек — Новокузнецк      | 22:09         |
| 369Н (по чётным дням)                          | Новосибирск — Ташкент     | 23:44         |
| 385Н (по чётным дням)                          | Новокузнецк — Бишкек      | 23:44         |

## Расписание электричек
Расписание дано на ноябрь 2013 года:
| Пункт назначения | Отправление |
| ---------------- | ----------- |
| Актогай          | 12:59       |
| Алма-Ата-1       | 14:25       |